# Tépetl Monamicyan
Tépetl Monamicyan (del náhuatl: tepētl monāmicyan ‘lugar de los cerros que se juntan’‘tepētl, cerro; mo-nāmic-, estrechar, apretar, presionar, colisionar, juntar, chocar; -yān, lugar donde se hace algo’) en la mitología mexica es el segundo estrato subterráneo del inframundo para llegar hasta el Mictlán, un lugar donde existían dos cerros que se abrían y se cerraban chocándose de entre sí y de manera continua para que los cadáveres de los muertos debieran cruzar de entre ellos para no ser triturados.